# 기오르기 고그셸리제
기오르기 오마리스 제 고그셸리제(조지아어: გიორგი ომარის ძე გოგშელიძე, 러시아어: Георгий Омарович Гогшелидзе 게오르기 오마로비치 곡셸리제[*], 1979년 11월 7일~)는 러시아 출신 조지아의 레슬링 선수로 2008년 하계 올림픽에서 남자 자유형 헤비급 은메달, 2012년 하계 올림픽에서 남자 자유형 헤비급 동메달을 획득했다.  또한 세계 선수권 대회에서 금메달 1개, 은메달 1개, 동메달 2개를 획득했으며 유럽 선수권 대회에서 금메달 1개, 은메달 3개, 동메달 1개를 획득했다. 그는 러시아 국가대표 레슬링 선수였으나 2006년에 자신이 태어난 국가인 조지아로 귀화했다.